# Flucitosina
La flucitosina (o 5-fluorocitosina, abbreviato in 5-FC) è un antimicotico sintetico utilizzato per micosi sistemiche e profonde in associazione con l'amfotericina B.

## Spettro d'azione
Lo spettro d'azione della flucitosina è ristretto in virtù delle frequenti resistenze che si sviluppano nei suoi confronti (per lo più dovute alla diminuita espressione di enzimi importanti per il suo meccanismo d'azione come permeasi e deaminasi).
La flucitosina è un fungicida e fungistatico efficace nel trattamento di infezioni da blastomicosi, candidosi, ed attivo anche contro criptococchi (meningite da criptococchi).

## Meccanismo d'azione
Il farmaco riesce a penetrare all'interno della cellula fungina grazie ad una permeasi (una proteina delle membrane fungine) specifica per la citosina. A questo punto viene convertita in 5-FU (5-fluorouracile) da parte di una deaminasi.
La flucitosina è un antimetabolita pirimidinico che, inglobato nel DNA fungino ne impedisce la sintesi durante il processo di replicazione cellulare.
La 5-FC, entrata nella cellula fungina, viene trasformata dagli enzimi cellulari nell'acido 5-fluorodesossiuridilico il quale, fungendo da falso nucleotide, inibisce la timidilato sintetasi che è enzima necessario alla cellula micotica per la sintesi del DNA. Mancando DNA la cellula non può riprodursi, e l'infezione viene bloccata.
L’enzima citosina deaminasi è presente anche nelle cellule umane, con però meno attività rispetto alle cellule fungine; questo garantisce selettività d’azione, però si possono avere effetti collaterali tipici di un farmaco antitumorale per la liberazione del 5-Fluorouracile nel midollo osseo, come mielosopressione, trombocitopenia e immunosopressione.

## Cinetica
Viene somministrata per via endovenosa mentre, per via orale, presenta assorbimento del 90%. Si lega poco alle proteine plasmatiche ed ha un ampio volume di distribuzione (infatti si usa anche nella meningite criptococcica, quindi arriva bene anche nel LCR).
È eliminata intatta nelle urine, con un'emivita di 5 ore circa. Si usa ad un dosaggio di 100–150 mg/kg/die in pazienti con una normale funzione renale.

## Effetti collaterali
Disturbi gastrointestinali, anemia,   leucopenia  , alterazioni enzimi epatici.